# محمد آفریده
محمد آفریده (زادهٔ ۱۳۴۱ خورشیدی در تهران) تهیه‌کننده و سینماگر، کارگردان و فیلم‌نامه‌نویسِ ایرانی است.

## کارها
وی از سال ۱۳۵۸ خورشیدی فعالیت هنری خود را در کانون پرورش فکری و مرکز اسلامی فیلمسازی وابسته به صدا و سیما، آغاز کرد. از سال ۱۳۶۲ تا ۱۳۸۸ مسئولیت‌های اجرایی متفاوتی همچون: کارشناس فرهنگی سینما در بنیاد سینمایی فارابی، مسئول تأمین فیلم و سریال اداره کل تأمین برنامه خارجی سیما، مدیر تولید و مدیرعامل انجمن سینمای جوان ایران و مدیرعامل مرکز گسترش سینمای مستند و تجربی وزارت فرهنگ و ارشاد اسلامی را برعهده داشته‌است. در کارنامه هنری وی می‌توان به مواردی همچون عضویت در هیئت مؤسس کانون فیلم‌نامه‌نویسان ایران، تهیه‌کنندگی بیش از ۳۰۰ برنامه تلویزیونی فیلم کوتاه (سینمای دیگر) برای شبکه‌های سیما، کارگردانی چندین فیلم و سریال تلویزیونی و نیز نویسندگی کتاب فیلمنامه «زیر آسمان» (نویسندگی مشترک) انتشارات امیرکبیر در حوزه دفاع مقدس اشاره کرد. آفریده تهیه‌کنندهٔ فیلمِ «یک خانوادهٔ محترم» است.